# Begijnhof

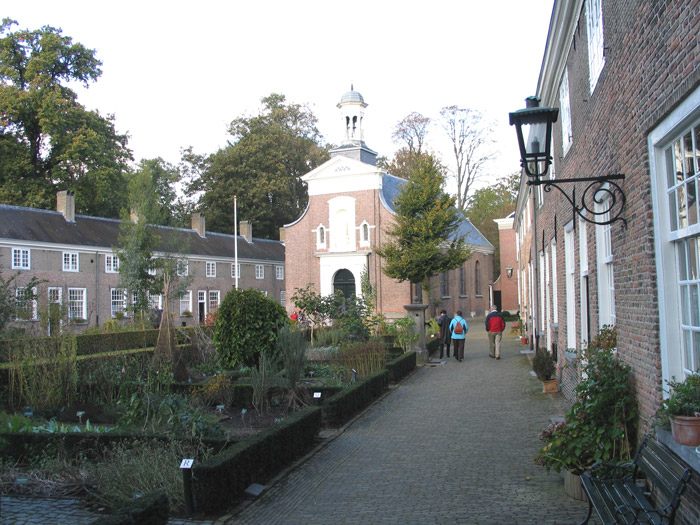
Het Begijnhof Breda

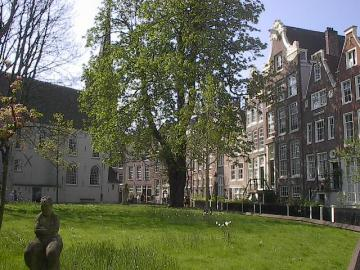
Het Begijnhof van Amsterdam

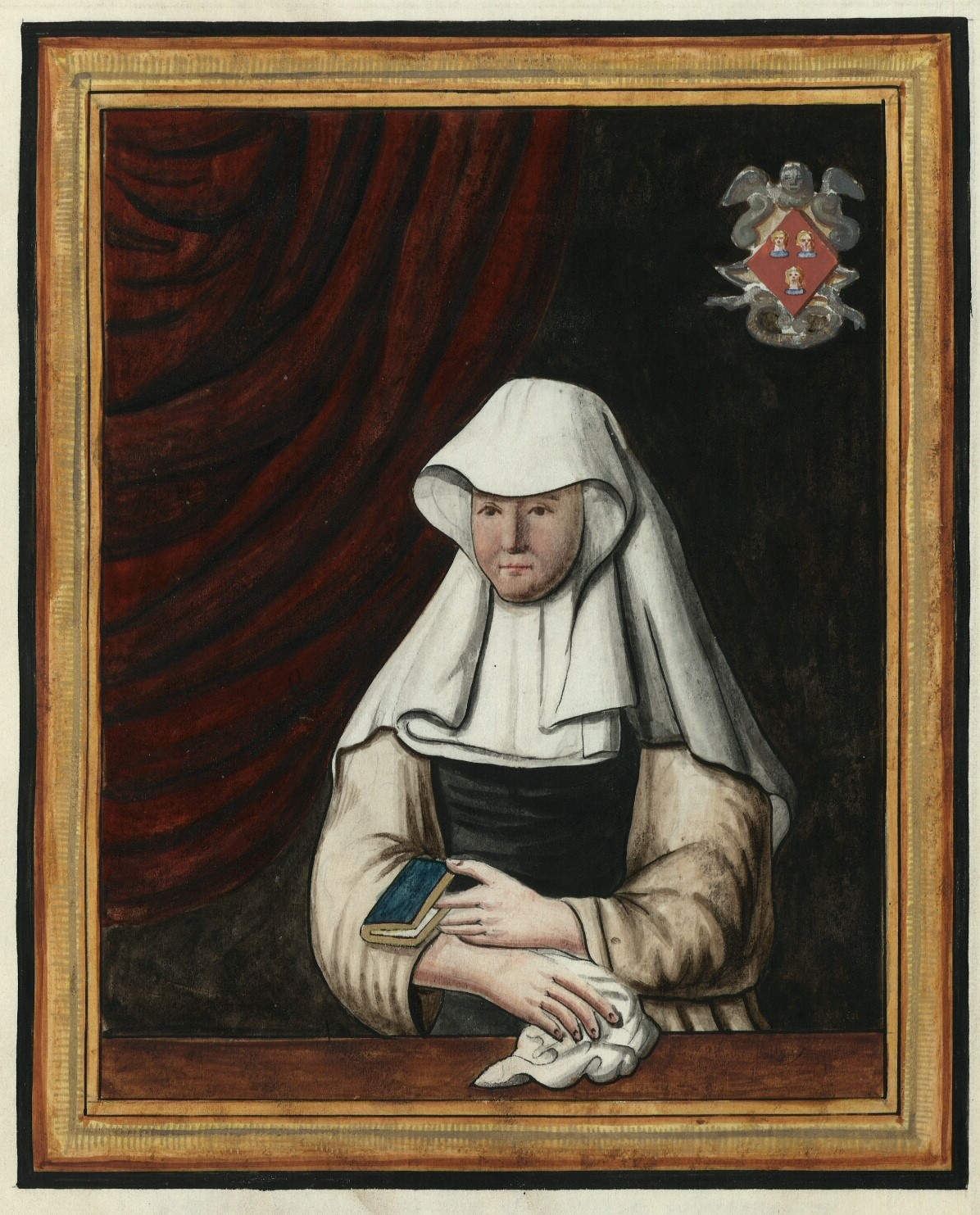
Een begijn, inwoner van een begijnhof. Fragment uit een manuscript van het begijnhof Sint Aubertus (Poortacker) te Gent. Gemaakt ca. 1840.

Een begijnhof is een verzameling van individuele en/of gemeenschappelijke woningen, huizen en conventen van begijnen, meestal in de nabijheid van een kapel of kerk en al dan niet omgeven door een muur met een of meerdere toegangspoorten. Specifiek voor Nederland spreekt men van hofje om een reeks kleine huisjes aan te geven waarin alleenstaande of bejaarde personen verblijven.
Het begijnhof als bijzondere ruimtelijk gesitueerde stedelijke bewoningsvorm wordt alleen in de Nederlanden aangetroffen, sporadisch in Noord-Nederland en Wallonië.
De Nederlanden telden er te beginnen met de 12e eeuw na verloop van jaren een zeventigtal. De begijnenbeweging waaruit deze bewoningsvorm voortkwam is in de late middeleeuwen een alom voorkomend Europees fenomeen. Om politieke en religieuze redenen stierf de beweging voor 1400 uit in de rest van Europa, en werd ze in de Lage Landen sterk aan banden gelegd.

## Ontstaan
De Belgische historicus Henri Pirenne verklaart het succes van de begijnenbeweging door een vrouwenoverschot dat ontstond door geweld, oorlogen en militaire en paramilitaire operaties, waarbij veel mannen om het leven kwamen. De vrouwen hadden dikwijls geen andere kans om te overleven dan zich te verenigen en gezamenlijk hulp te vragen bij rijke weldoeners. Op dezelfde wijze kenden in de 12e eeuw de vrouwenkloosters aanvankelijk een groot succes, maar de strikte regels en de beperking in aantal per klooster binnen de premonstratenzer- en cisterciënzerabdijen deed vele vrouwen zoeken naar een minder dwingende omgeving. Bovendien had het aanvankelijke succes van deze abdijen tot gevolg dat talrijke aanvragen tot toetreding geweigerd moesten worden, temeer omdat meerdere van die kloosters een zekere hoge geldsom en soms ook de eis om van adel te zijn als een van de toetredingsvoorwaarden oplegden. Stadsorden zoals de arme klaren en de dominicanessen kenden omwille van het ontbreken van die laatste voorwaarde meer succes.
Aanvankelijk werd dit probleem opgelost door de oprichting van dubbelkloosters in het geval van de premonstratenzers omdat mannen en vrouwen er in hetzelfde klooster werden ondergebracht. De stichting van deze dubbelkloosters mislukte omdat ondanks de scheiding bij gebed en misviering de menselijke natuur de bovenhand behield. De vele problemen leidden tot de opheffing ervan, en de zogenaamde "mulieres religiosae", of "virgines continentes" moesten hun toevlucht zoeken tot andere vormen van religieus leven en wonen.
Doorgaans werden de eerste grote centra waarin toegewijde vrouwen zich vestigden rond een hospitaal geconcentreerd waaraan een eigen kerk was verbonden. Voorbeelden hiervan zijn de centra waaruit de latere begijnhoven ontstonden in steden als Hoei, Nijvel, Leuven, Sint-Truiden, Zoutleeuw, Borgloon, Luik en Oignies.

## Evolutie in de vorming

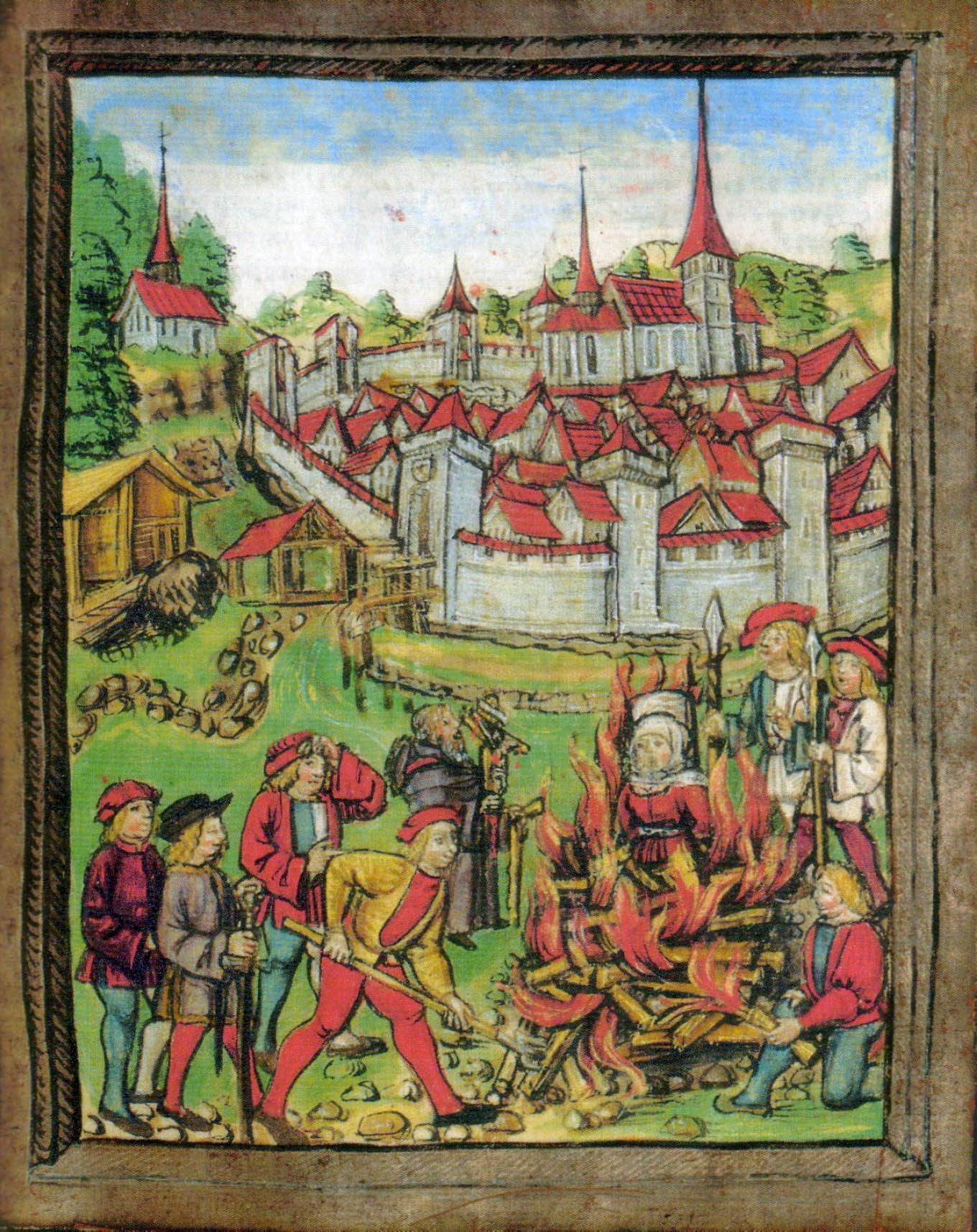
Vooral in Duitsland werden begijnen vervolgd.

Om een onderscheid te maken tussen de oorspronkelijke vorm van de begijnenleven en de vormen die deze beweging in latere stadia omhelsden onderscheidt L.J.M. Philippen:
- Alleen, of nog bij hun ouders of familieleden, in afzonderlijke huizen levende vrome vrouwen.
- Begijnenbewegingen die alleen of samenleefden, verspreid in de stad, in georganiseerde vorm onder toezicht van geestelijken.
- In afzondering levende begijnengemeenschappen in een ommuurd begijnhof, volgens het stratenplan, het pleinmodel of een gemengde vorm opgebouwd. De afgesloten vorm was tussen het sluiten van de poorten bij het vallen van de avond en de ochtend.
- Als begijnenparochies georganiseerde gemeenschappen erkend als parochie onder leiding van een eigen kapelaan.

Het ontstaan van religieuze stromingen van alleen levende vrome vrouwen had plaats tussen de 12e eeuw en het begin van de 13e eeuw, in de tijd dat ook de heksenvervolging de kop opstak en de naam begijn nog niet de huidige betekenis had maar eerder als spotnaam voor ketterse vrouwen gebruikt werd. Deze vrouwen leefden zowel verspreid in de stad als daarbuiten zonder enige vorm van organisatie.
Bij het begin van de 13e eeuw kwamen in het bisdom Luik vormen voor van vrome vrouwen die zich groepeerden rondom een leidinggevende figuur zoals de als heilig beschouwde Maria van Oignies en anderen. Dit gebeurde meestal in de buurt van een hospitaal of een kapel. Tussen 1205 en 1278 leverden de twee elkaar opvolgende gravinnen Johanna en Margaretha van Constantinopel impulsen en middelen voor het oprichten van begijnhoven in een periode van vrede en voorspoed. Zij verleenden ook steun aan de lagere klasse. Door toedoen van weldoeners zoals plaatselijke heren, graven of hertogen, verkregen de begijnen grond of enkele huizen waar ze zich konden vestigen onder toezicht van de plaatselijke parochiepriester. In verschillende steden in Frankrijk, Duitsland en Vlaanderen namen de bedelorden, franciscanen en benedictijnen, de zielszorg voor deze vrouwen op zich.
In de loop van de 13e eeuw neemt de omvang van de groeperingen toe zodat ze zich meer en meer buiten de stadspoorten vestigen in nieuw opgerichte begijnhoven omgeven met een gracht en ommuurd. Door hun eigen kerk hoeven ze zich niet meer naar de kerken in de stad te begeven. De naam begijn werd ondertussen, vanaf het midden van de 13e eeuw gebruikt om orthodoxe vrome vrouwen aan te geven en de ketterse bijgedachte zwakte langzaam af.
Ondanks veroordelingen blijven begijnen, door een afzonderlijke toestemming van de paus, in de Lage Landen, in sommige delen van Noord-Frankrijk en West-Duitsland bestaan. De begijnen maken echter moeilijke tijden door tijdens de beeldenstorm, de Spaanse repressie en de verschillende godsdienstoorlogen tussen protestanten en rooms-katholieken. Er werd door de Kerk steeds strenger toegekeken op de begijnhoven teneinde sommige als heidens gekwalificeerde praktijken zoals overgeleverde liederen en dansen daar te weren als ketterij. Toezicht en controle op de meesteres werd legitiem uitgeoefend door de pastoor. Tijdens de Contrareformatie verplichtte de kerk religieuze bewegingen zich te vestigen binnen de verdedigingswallen van de steden. Er ontstaan in de Lage Landen steden in de steden gevormd door de door een muur van de rest van de stad afgescheiden begijnhoven.
De uiteindelijke vorm, niet voor alle begijnhoven geldend, was het verkrijgen van de toestemming voor het oprichten van een eigen parochie, wat privilegiën betekendenm waaronder het begraven van de dode begijnen op het begijnhof.

## Organisatie

### Hiërarchie

#### Een
De leiding van een begijnhof berust bij de grootjuffrouw. Deze door de begijnen gekozen verantwoordelijke heeft de leiding van het begijnhof met als taak de statuten te laten naleven en de algemene organisatie te controleren. Sommige grote begijnhoven konden meerdere grootjuffrouwen hebben.
Bij het uitoefenen van haar taken werd ze bijgestaan door een of meerdere momboren, mannelijke gevolmachtigden, die geldhandelingen voor het verwerven van eigendommen en eventuele rechtszaken voor het begijnhof uitvoerden. Dergelijke activiteiten waren verboden voor vrouwen.

#### twee
De juffrouw van het hospitaal, die tevens de “kiste” of de “tafel van de Heilige Geest” beheerde. Het hospitaal verzorgde ook de behoeftige begijntjes die wegens ziekte of ouderdom niet meer konden zorgen voor hun eigen inkomen. Het geld om deze bijkomende dienstverlening mogelijk te maken kwam uit de kiste waarin naast de kleine wekelijkse bijdrage van de begijnen ook schenkingen of testamentaire giften terechtkwamen.
De juffrouw van de kerk (kosteres) die eveneens de leiding had van het koor dat de erediensten opluisterde. Zij beheerde de uitgaven voor de kerk, het onderhoud ervan en zij organiseerde de vorming van het koor en de oefenstonden.
De portierster speelde een belangrijke rol bij de controle van het verkeer in en uit het begijnhof. Zij is belast met het sluiten en openen van de poort, het noteren van de in- en uitgaande begijntjes tijdens de dag en de in- en uitgaande vreemdelingen voor leveringen van materialen en levensmiddelen, werklieden en bezoekers.

#### drie
Op rang drie vernoemen we de juffrouwen van de conventen: ze zijn verantwoordelijk voor de algemene orde en de werking van het hen aangeduide convent; al naargelang het een convent voor novicen of voor arme begijnen betreft, zorgt zij voor de vorming en het laten respecteren van de specifieke regels ervan. Deze specifieke regels kunnen zijn opgelegd door de stichter en omvatten gebeden of andere godsdienstige oefeningen ter nagedachtenis van de stichter en zijn familie.

### Verdere rangorde
1. Eerst de begijnen die een eigen huis bezitten, dit huis kon verkregen worden door er een te bouwen met eigen middelen, of een bestaand huis te kopen bij de openbare verkoop in het begijnhof. Het bezit van een huis is voor de duur van een leven, waarna het huis in het bezit kwam van het hof en het opnieuw verkocht werd.
2. De begijnen die een kamer huren, meestal een achterkamer in een van de grotere huizen. Zij moesten instaan voor het onderhoud van de kamer en indien hun inkomsten onvoldoende waren moesten zij een onderkomen zoeken in een convent.
3. De begijnen en de novicen die in conventen verblijven. Zij hadden geen eigen inkomens en moesten werken om in hun onderhoud te voorzien, naargelang het convent kregen zij hulp bij de aankopen van voedsel, hout voor de verwarming en enkele extra's tijdens de winter. De kosten voor het onderhoud van de woning werden voorzien voor een lange periode door de stichter.

Deze rangorde was beslissend voor hun plaats in de kerk. Tijdens misvieringen namen de grootjuffrouwen vooraan plaats, gevolgd door de verschillende juffrouwen, de eigenaressen, de begijnen en de novicen.

## Leven in een begijnhof
Vrouwen die in een begijnhof leefden kozen bewust voor deze samenlevingsvorm omdat ze hun persoonlijke vrijheid wensten te bewaren bij het beoefenen van hun religieuze en dagelijkse praktijk. Wie tot een (vaak) gesloten kloosterorde toetrad kon persoonlijke bezittingen en rechten niet behouden, maar begijnen wel binnen de beperkingen van de leefregel. Velen waren dan ook eigenares van hun huis en hadden ook persoonlijke bezittingen daarbuiten. Het samenlevingsverband was niet alleen losser dan in een klooster, maar ook omkeerbaar in de tijd.
De dagelijkse verrichtingen voor eigen onderhoud en dat van de gemeenschap waren verdeeld naar rang en kunnen. Bepaalde begijnhoven waren gespecialiseerd in diensten aan de lokale bevolking, zoals dat van Sint-Truiden, dat over een eigen bleekweide beschikte om de was die men er voor anderen deed te drogen. Deze verrichtingen, voor een groot deel handenarbeid, werden in het dag- en weekschema geschikt rondom de uren van religieuze praktijk.
Uiteraard werd daarbij een religieuze kalender als leidraad gebruikt. Speciale aandacht ging naar feesten van de heilige drie-eenheid’ en de sacramentsdag (de sacrale communie), die overigens zijn ontstaan te danken heeft aan de Luikse begijn-kluizenares Juliana van Cornillon.
Voor het eerst in Europa werd vanaf het einde van de 13e eeuw in de grotere begijnhoven een schola cantorum opgericht, bedoeld om de meisjes die mogelijk als nieuwe begijnen gingen toetreden onderricht te geven, en vooral de liturgische gezangen, waaronder de litanieën, over te leveren. Volgens de oudste statuten van het Groot Begijnhof Mechelen van 1286-1300 moest die scoelmeesterse… met haren scolieren, er ook voor zorgen de getijden te zingen indien de priester dat niet kan. Het is duidelijk dat met die dagelijkse rituelen en seizoenvieringen ook een traditie van oude gezangen en dansen werd in leven gehouden, die zelfs intra muros aanleiding bleken te geven tot verscherpte kritiek vanwege de kerkelijke vertegenwoordigers.

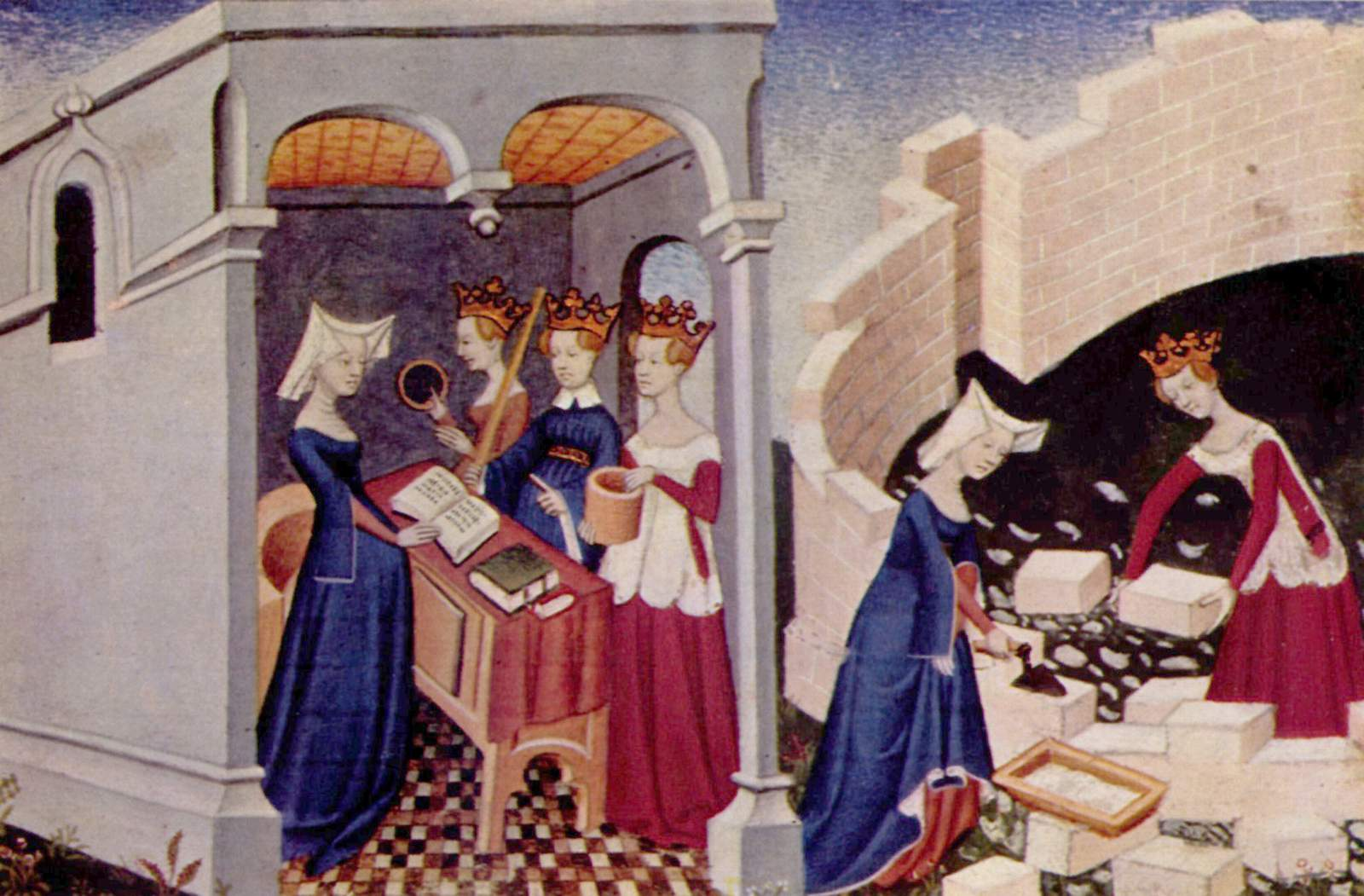
Miniatuur uit het Livre de la Cité des Dames. Links Christine de Pizan met vrouwe Rede, Rechtvaardigheid en Recht, rechts het bouwen van de stad voor vrouwen.

Alhoewel het begijnhof werd beheerd door een grootmeesteres, die zich door meesteressen liet adviseren en bijstaan, stonden begijnen voor hun geestelijk leven noodgedwongen onder het gezag van de bisschop, die door de pastoor werd vertegenwoordigd. Ook bezochten soms dominicanen of franciscanen de begijnenconventen om er te prediken, biecht te horen, en eventueel het bestuur van de (groot)meesteres te controleren.
Rond 1250 werden de werken van Hadewijch van Antwerpen geschreven in een Brabantse variant van het Middelnederlands. Naar alle waarschijnlijkheid was zij een begijn. Brabant strekte zich in die tijd verder uit dan de grenzen van de provincies Noord-, Vlaams- en Waals-Brabant in België en Nederland: ook de Belgische provincie Antwerpen maakte deel uit van het Brabant van Hadewijchs tijd. Hadewijch is zowel met Latijnse theologische teksten als met een overwegend Franse traditie van minneliederen (chansons) vertrouwd: voor een vrouw is dat in die tijd op zich al uitzonderlijk, en enkel denkbaar in milieus met financiële armslag. In de Lijst der volmaakten noemt zij een begijn die door een inquisiteur vermoord is.
In de tijd voor de opkomende Europese heksenvervolging werden ook individuele begijnen geviseerd. Ook hele begijnhoven werden door de opkomende repressie tegen vrouwen gekenmerkt toen het Concilie van Vienne (1311-12) opriep tot maatregelen tegen ‘ketterse’ begijnen. Als gevolg werden veel begijnenconventen, vooral in het Duitse Rijk, ofwel gesloten, of omgevormd tot kloostertjes van franciscaanse tertiarissen, wat ze afhankelijk en beter controleerbaar maakte voor de clerus. En in 1325 bepaalde de bisschop van Luik dat de begijnen van Saint-Christophe, op straf van excommunicatie, “niet in het openbaar zullen dansen of onbehoorlijke liederen zingen”. Gelijkaardige clausules vindt men terug in de begijnenstatuten van Sint Truiden en Antwerpen uit deze tijd. Enkele al te schaarse gegevens laten een niet-liturgische traditie van religieuze dans en zang onder begijnen vermoeden. In 1401 werd in het tertiarissenkapittel opgericht in Utrecht om deze vrouwen beter te controleren. Aan het eind van de 14e eeuw reageerde Christine de Pizan tegen de vrouwenverdrukking, het geweld en de algemene geest van antifeminisme uit die tijd met onder andere haar boek La Cité des Dames, (De stad der Vrouwen), een soort geïdealiseerde vorm van het begijnhofconcept uit 1405.

## Types

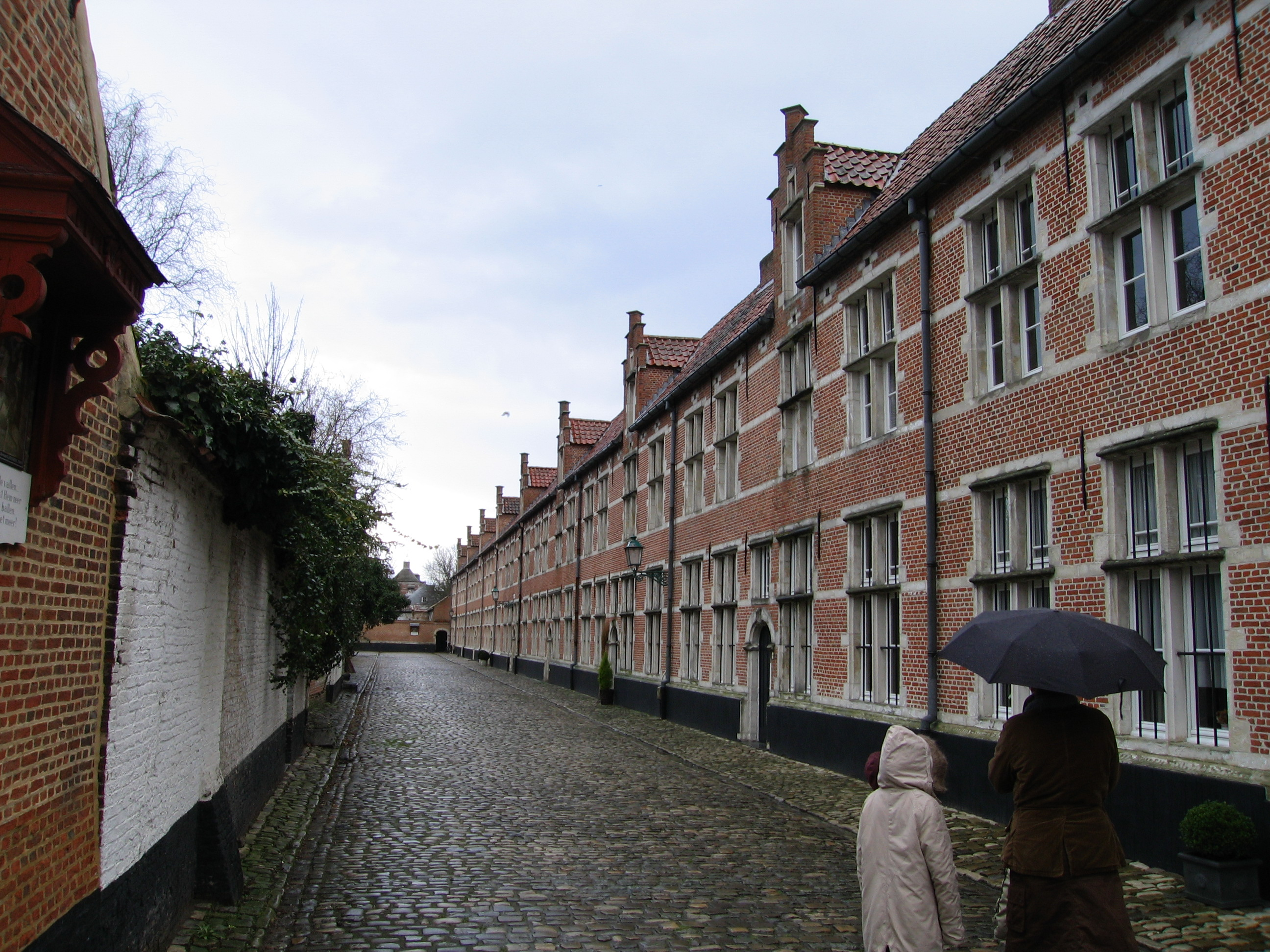
Lier, stedelijk type, oudste begijnhof van de Lage Landen

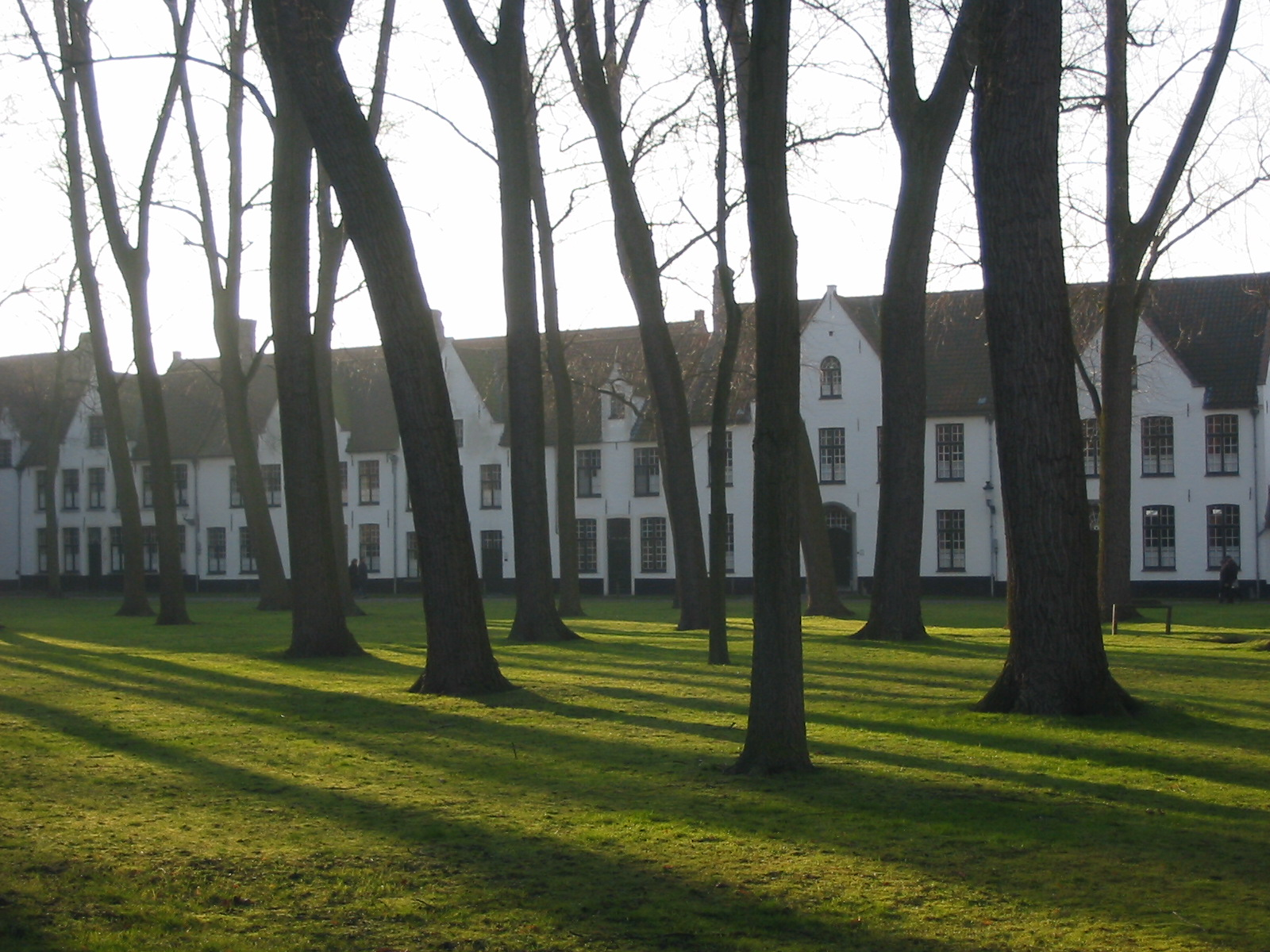
Het begijnhof van Brugge, gemengd type

Er worden drie types begijnhoven onderscheiden:
- a. het stedelijk type
- b. het pleintype
- c. het gemengde type.

Daar waar de allereerste begijnhoven gebouwd werden in de rechtstreekse omgeving van stedelijke kernen, en dus buiten de muren van de stad waren ingeplant, hadden ze behoefte aan een eigen ommuring. In geval van oorlogen en belegeringen werden de buiten de stadspoorten gelegen begijnhoven soms afgebrand door de stedelingen om te beletten dat de aanvallers ze zouden gebruiken als bescherming, of ze werden door plunderende benden vernietigd. Na de godsdienstoorlogen en het Concilie van Trente werd door de kerk aanbevolen de kloosters en begijnhoven binnen de stadspoorten te brengen. Dit is het geval voor Antwerpen, Brugge, Gent (met drie sites, namelijk het Klein Begijnhof en Oud Groot Begijnhof, dat later verhuisde naar de jongste begijnhofsite in Sint-Amandsberg), Lier, Herentals, Leuven (klein en groot), Diest, Brussel, Dendermonde, Hasselt, Mechelen (groot en klein) en Tienen. Het Sint-Agnesbegijnhof van Sint-Truiden bevindt zich nog steeds buiten de muren. Omdat de begijnen vaak hun inkomsten verdienden door de was te doen voor anderen, was de bleekweide een onmisbaar deel van het begijnhof.
In het type met een binnenplein, driehoekig of rechthoekig, menen sommige auteurs latente invloed van Salische Franken terug te vinden. Dit is het geval voor de begijnhoven van Aarschot, Herentals, Turnhout, Hasselt, Hoogstraten, Anderlecht, Oudenaarde, Aalst, Dendermonde en Diksmuide.
Een ander type is dat waarbij huizen gebouwd werden rond een weide in een dubbele rij, zodat een straat ontstond: het gemengde type. Dat vinden we terug in Tienen, Antwerpen, Sint-Truiden en Kortrijk.

## Begijnhoven naar land

### België

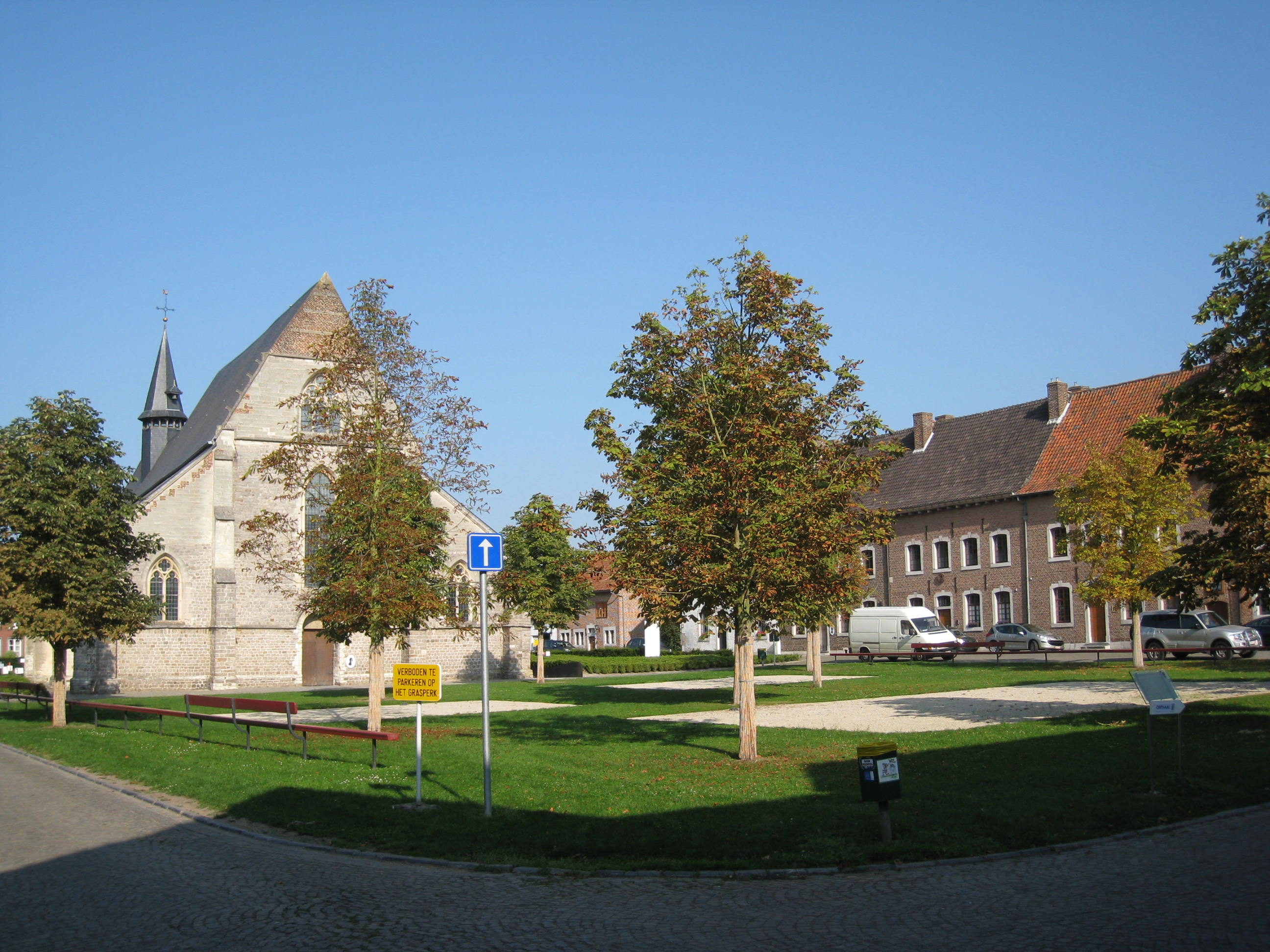
Begijnhof Sint-Truiden, type b, met bleekweide.

Begijnhoven met stichtingsdata uit stichtings- of schenkingsakten of datering bij benadering als de datum onbekend is:
- vóór 1220: Sint-Aubertus (godshuis en begijnhof), Brugge
- vóór 1232: Groot Begijnhof Leuven
- 1234: Oud Sint-Elisabethbegijnhof (Begijnhofdries Gent)
- 1234: Begijnhof Antwerpen
- 1238: Begijnhof Kortrijk
- 1239: Sint-Catharinabegijnhof, Tongeren (eerste vermelding, dus niet de datum van de stichtingsakte)
- 1240: Begijnhof Ieper (vernield in 1914, niet heropgebouwd na de Eerste Wereldoorlog)
- 1240: Klein Begijnhof Gent
- 1240: Begijnhof Zoutleeuw
- 1242: Begijnhof Ten Wijngaerde, Brugge
- 1245: Begijnhof Geraardsbergen
- 1245: Begijnhof Hasselt
- 1245: Begijnhof Tienen
- 1245: Begijnhof Maaseik[3]
- 1250: Begijnhof Ter Wingerd, Brussel
- 1252: Begijnhof Anderlecht
- 1253: Begijnhof Diest
- 1256: Begijnhof Bilzen
- 1257: Begijnhof Lier
- 1258: Begijnhof Borgloon, ook begijnhof van Graeth genoemd
- 1258: Groot Begijnhof Mechelen
- 1259: Begijnhof Aarschot
- 1259: Sint-Agnesbegijnhof, Sint-Truiden
- 1264: Begijnhof Overijse
- 1265: Begijnhof Herentals
- 1270: Sint-Alexiusbegijnhof, Dendermonde
- 1272: Klein Begijnhof Leuven
- 13e eeuw: Begijnhof Aalst
- 13e eeuw: Begijnhof Diksmuide (heropgericht in 1918)
- 13e eeuw: Klein Begijnhof Mechelen
- 13e eeuw: Begijnhof Turnhout
- 1380: Begijnhof Hoogstraten
- 15e eeuw: Begijnhof Oudenaarde
- 1646: Klein Begijnhof (Brussel)
- 1874: Nieuw Sint-Elisabethbegijnhof (Gent-Sint-Amandsberg)

Eind 1998 werden dertien Vlaamse begijnhoven erkend als werelderfgoed:
- provincie Antwerpen: Hoogstraten (b), Lier (a), Mechelen Groot Begijnhof (a), Turnhout (b).
- provincie Limburg: Sint-Truiden (b), Tongeren (a).
- provincie Oost-Vlaanderen: Dendermonde (b), Gent Klein Begijnhof (c), Sint-Amandsberg (a).
- provincie Vlaams-Brabant: Leuven Groot Begijnhof (c), Diest (a).
- provincie West-Vlaanderen: Brugge (c), Kortrijk (c).

### Nederland
Tijdens en na de reformatie hebben begijnhoven een belangrijke rol gespeeld voor katholieken. Sinds de alteratie was beoefening van het katholicisme verboden en werden kerken en kloosters onteigend. Begijnhofjes mochten wel blijven bestaan, waarschijnlijk omdat ze geen deel uitmaakten van een grotere organisatie zoals kloosters of parochies. Het werd zelfs gedoogd dat huiskamers werden ingericht als kapel waar diensten werden gehouden. Zodoende groeiden begijnhoven uit tot katholieke enclaves in protestante steden. Vandaag bestaan er nog vier:
- Begijnhof in Amsterdam
- Begijnhof in Breda
- Bagijnhof in Delft
- Begijnhof in Haarlem (thans rosse buurt)

In 's-Hertogenbosch waren er twee begijnhoven. Het Groot Begijnhof heeft bestaan tot 1749. Na de verovering van de stad in 1629 mochten de Begijnen hier blijven, maar de overheid liet geen nieuwe vrouwen toe. In 1694 stierf de laatste begijn. Er was ook een verborgen Klein Begijnhof gevestigd tussen twee straten in.
In Leiden waren er vier begijnhoven. Een deel van de gebouwen van het Faliede Bagijnhof op het Rapenburg bestaat nog. Het Begijnhof van Utrecht werd omstreeks 1240 gesticht binnen de stadsmuren. Na de reformatie verloor het haar zelfstandigheid in 1613 en omstreeks 1675 was het definitief gedaan. Er rest fysiek niet veel meer van dan enkele zwaar verbouwde panden. Het oude begijnhof van Middelburg is verdwenen want daar zijn in 1923 woningen opgetrokken in de stijl van de Amsterdamse school die vandaag worden gebruikt als studentencampus. Het begijnhof in Vlissingen is in de 14e eeuw gebouwd en werd na een eeuw afgebroken. In 2016 zijn bij de verbouwing van een woning aan de Nieuwstraat zes bogen van natuursteen gevonden die er deel van uitmaakten. De bogen zijn bewaard en geconserveerd.

### Frankrijk
- Begijnhof van Cambrai
- Begijnhof van Valenciennes

### Andere landen
- Elm Hill Houses, Norwich (Verenigd Koninkrijk)